# Thập niên 650 TCN
Thập niên 650 TCN hay thập kỷ 650 TCN chỉ đến những năm từ 650 TCN đến 659 TCN.